# Providence (Schiff, 1791)
Die Providence, auch HMS Providence (deutsch Voraussicht/Vorsorge), war ein britisches Marineschiff, das für die zweite Brotfrucht-Expedition (1791–1793) von Captain William Bligh eingesetzt wurde.

## Geschichte
Die Providence war ein als Sloop klassifiziertes Expeditionsschiff 6. Ranges, sie wurde auf der Werft von W. Perry in Blackwall (London) gebaut, dort im Februar 1791 während des Baus von der Royal Navy angekauft und lief am 23. April 1791 vom Stapel.
Auf der ersten Reise hatte sie 134 Mann Besatzung, darunter 20 Marinesoldaten.
William Bligh sollte nach dem Desaster mit der Bounty nach dem Willen von Sir Joseph Banks einen zweiten Versuch machen, Brotfruchtpflanzen von Tahiti zu den Westindischen Inseln zu bringen. Als Begleitschiff fuhr die Assistant mit, kommandiert von Leutnant Nathaniel Portlock. Portlock, dessen Fähigkeiten von Bligh hoch geschätzt wurden, führte zeitweilig während Blighs wiederkehrender Erkrankungen auch das Kommando über die Providence. Unter den Midshipmen war der junge Matthew Flinders, der spätere Umsegler Australiens. Die Expedition war erfolgreich und verlief ohne große Zwischenfälle.
Die Stationen der Reise:
- 3. Aug.1791: Abfahrt von Spithead
- 9. Apr.1792: Ankunft in Tahiti
- 19. Juli 1792: Abfahrt von Tahiti
- 22. Jan. 1793: Ankunft in St. Vincent (Westind. Inseln)
- 5. Febr. 1793: Ankunft in Jamaika
- 7. Aug. 1793: Ankunft in Deptford, England

Die zweite Reise der Providence war nicht ganz so erfolgreich und gleichzeitig auch ihre letzte. 1795 wurde sie unter Capt. William Robert Broughton an die Pazifikküste Nordamerikas beordert, wo sie die Vancouver-Expedition treffen sollte. Broughton verfehlte Vancouver und beschloss, nach Ostasien zu segeln und dort weitere Erkundungen und Vermessungen vorzunehmen, u. a. vor Hokkaidō. 1797 erlitt die Providence Schiffbruch und sank vor der Insel Miyako-jima, südwestlich von Okinawa. Die Besatzung konnte sich auf einen begleitenden Schoner retten.